# 깔때기귀박쥐속
깔때기귀박쥐속(Natalus)은 깔때기귀박쥐과에 속하는 박쥐 속의 하나이다. 멕시코부터 브라질까지 그리고 카리브해 섬 지역에서 발견된다. 8종으로 이루어져 있다. 날씬한 박쥐류로 특이하게도 긴 꼬리와 이름이 함축하는 바와 같이 깔때기 모양의 귀를 갖고 있다. 몸길이는 3.5~5.5cm에 불과할 정도로 작으며, 털은 갈색과 회색 또는 불그스레한 색을 띤다. 꼬리는 비막으로 완전히 둘러싸여 있다. 성체 수컷은 주동이 또는 얼굴에 대형 분비선 기관의 일종인 "깔때기박쥐류 기관"을 갖고 있다. 두개골은 연약하고 넓게 퍼진 형태이다. 둥글게 부푼 뇌머리뼈와 좁으며 다소 관 형태의 돌기를 갖고 있다.
윗쪽의 2개 그리고 아랫쪽의 3개 앞니, 위 아래에 각각 하나의 송곳니와 각각 3개의 작은 어금니 그리고 각각 3개의 어금니를 포함하여 19개의 이빨을 갖고 있다. 대다수 다른 박쥐류처럼 식충성 동물이며 동굴에서 산다. 민발톱박쥐과와 원반날개박쥐과 박쥐류와 유사하다. 3개 속 모두 거의 같은 지리적 분포를 갖는다.

## 하위 종
- 브라질깔때기귀박쥐 (Natalus espiritosantensis)
- 자메이카큰깔때기귀박쥐 (Natalus jamaicensis)
- 베라크루스큰깔때기귀박쥐 (Natalus lanatus)
- 히스파니올라큰깔때기귀박쥐 (Natalus major)
- 멕시코큰깔때기귀박쥐 (Natalus mexicanus)
- 쿠바큰깔때기귀박쥐 (Natalus primus)
- 멕시코깔때기귀박쥐 (Natalus stramineus)
- 트리니다드깔때기귀박쥐 (Natalus tumidirostris)